# Hôtel du Grand Contrôle
L'hôtel du Grand Contrôle est un ancien hôtel particulier, situé au no 12, rue de l'Indépendance-Américaine à Versailles, dans le département français des Yvelines, en région Île-de-France.
Situé dans l'enceinte du château de Versailles, le Grand Contrôle donne sur le parterre de l'Orangerie et la pièce d'eau des Suisses.
Construit en 1681, le bâtiment changea de propriétaire à plusieurs reprises, de son acquisition par le roi Louis XV en 1723 pour y établir la résidence du contrôleur général des finances jusqu'à la Révolution, période à laquelle il devient propriété de l'État. En 2008, il est mis à disposition de l'Établissement public du château, du musée et du domaine national de Versailles.
En 2016, le groupe LOV Hotel Collection (Stéphane Courbit) et Alain Ducasse Entreprise, obtient la concession pour Le Grand Contrôle, Le Petit Contrôle et Le Pavillon au pied des Cents marches, afin de convertir ces espaces en hôtel de luxe.
À la suite d'une phase de rénovation, l'établissement ouvre ses portes le 1er juin 2021,.
Aujourd'hui, l'hôtel est composé de onze chambres et de deux suites.

## Histoire

### De l'Ancien Régime au ministère de la Guerre
L'hôtel est bâti en 1681 pour Paul de Beauvilliers, duc de Saint-Aignan, premier gentilhomme de la Chambre du roi Louis XIV, ministre d'État, gouverneur du duc de Bourgogne et gendre du ministre Jean-Baptiste Colbert, par son mariage avec Henriette-Louise Colbert en 1671. C'est l'architecte Jules Hardouin-Mansart qui sera chargé de la construction. La confirmation de l'attribution de cette demande ne sera faite qu'en 2011.

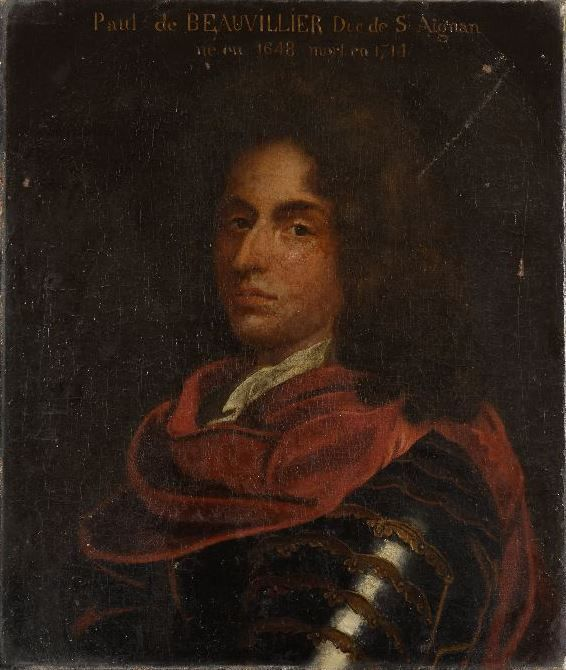
Le duc de Saint-Aignan.

Le duc meurt en 1714 et l'hôtel est vendu par sa veuve en 1720, au marquis Antoine Chaumont de la Galaizière, seigneur d'Ivry, récemment enrichi grâce au système de John Law.
En 1723, ruiné à la chute du financier, le marquis cède son hôtel au roi Louis XV, qui l'annexe au domaine de Versailles l'année suivante et y installe la résidence du contrôleur général des finances, qui y reste jusqu'à la Révolution ; Jacques Necker en est le dernier occupant. Cela explique le nom de « Grand Contrôle » donné à l'hôtel particulier. À l'époque, la rue de l'Indépendance-Américaine accueille plusieurs ministères et services de la couronne.
Durant la Révolution, l'hôtel sert successivement de siège au tribunal de commerce puis de résidence à différents particuliers. Sous le règne Louis-Philippe, l'architecte du château, Frédéric Nepveu y loge au rez-de-chaussée.
À partir de 1857, l'hôtel est affecté au mess des grenadiers, des zouaves, puis de la Garde impériale. Remis au ministère de la Guerre en 1872, il sert, à partir de l'année suivante, de bibliothèque militaire et de cercle des officiers de la place d'Armes. Il reste occupé par l'armée jusqu'en 2006. Inoccupé jusqu'en 2008, il est alors mis à disposition par l'État à l'Établissement public du château, du musée et du domaine national de Versailles, à la suite de la réorganisation des armées.

### Transformation en hôtel de luxe
En décembre 2010, le président du domaine de Versailles Jean-Jacques Aillagon annonce lors d'une conférence de presse que l'ancien hôtel particulier sera transformé en hôtel de luxe de vingt-trois chambres par une société privée. Le projet est relancé en 2015 par sa successeure Catherine Pégard et un appel d'offres est lancé, couvrant également l'hôtel du Petit Contrôle et le pavillon des 100 premières marches. La concession est finalement accordée en mars 2016 au groupe LOV Hotel Collection (Stéphane Courbit) et Alain Ducasse Entreprise. La concession s'étend pendant cinquante années. La réhabilitation des 2800 m² nécessite un budget compris entre 4 et 7 millions d'euros. L'idée d'installer un hôtel dans des lieux historiques est inspirée des Paradores de Turismo de España fondés dès 1928, par le roi d'Espagne Alphonse XIII.
En 2011, l'historien de l'art Philippe Cachau confirme l'attribution de la construction de l'hôtel à Jules Hardouin-Mansart dans son article pour la Revue de l'histoire de Versailles et des Yvelines.
Le 1er juin 2021, LOV Group ouvre son hôtel de luxe sous le nom de Airelles Château de Versailles - Le Grand Contrôle. Le bâtiment reste propriété de l'État français, mis en dotation à l'établissement public du château de Versailles, le groupe de Stéphane Courbit ayant une concession jusqu'en 2066.

## L'hôtel
(mars 2025).
L'article doit être relu — et modifié si nécessaire — par des contributeurs indépendants pour apporter un regard critique aux contributions effectuées en violation des conditions d'utilisation de Wikipédia, tant sur la forme (notamment concernant le style encyclopédique, la proportionnalité) que sur le fond (la neutralité de point de vue, la qualité et l'indépendance des sources).

### Chambres et suites
Classé cinq étoiles, l'hôtel du Grand Contrôle compte aujourd'hui 13 chambres dont 2 suites, ainsi qu'un appartement privé de 300 mètres carrés. Leurs noms sont baptisés d'après d'anciens occupants des lieux (Madame de Staël, Turgot, etc.). Selon les chambres, la vue donne sur le château, l'Orangerie, les deux escaliers des Cent-Marches ou la pièce d'eau des Suisses.
La décoration est inspirée du dernier inventaire du Garde-Meuble royal (1788). Chiné puis restauré, le mobilier de 700 pièces compte certaines créations d'ébénistes célèbres (Boulard, Jacob).

### Bar et restaurant
- Le bar de la Chapelle du Grand Contrôle,
- Le restaurant étoilé Le Festin Royal des Cents Marches signé Alain Ducasse, rendant hommage aux traditions culinaires du Grand Siècle.

### Équipements divers
- Une bibliothèque historique, répertoriant 200 ouvrages rares[5],
- Le spa Valmont et une piscine intérieure sont aménagés en sous-sol[5],
- Des barques électriques pour naviguer sur le Grand Canal et des voiturettes, spécifiquement dédiées aux clients de l'hôtel[5],
- Un accès aux jardins de l'Orangerie[5].

### Caractéristiques
Le matin et le soir, avant et après l'ouverture au public, des visites privées sont organisées au château et au Trianon.
Des activités sont organisées dans le domaine du château de Versailles pour les enfants (Airelles Winter Camp).
Parmi la centaine d'employés de l'hôtel, dont la moitié travaille pour la partie restauration, dix-sept majordomes portent des uniformes inspirés de l'Ancien Régime.

## Protection
L'hôtel est classé aux monuments historiques dans sa totalité, par arrêté du 12 septembre 1929.

## Galerie

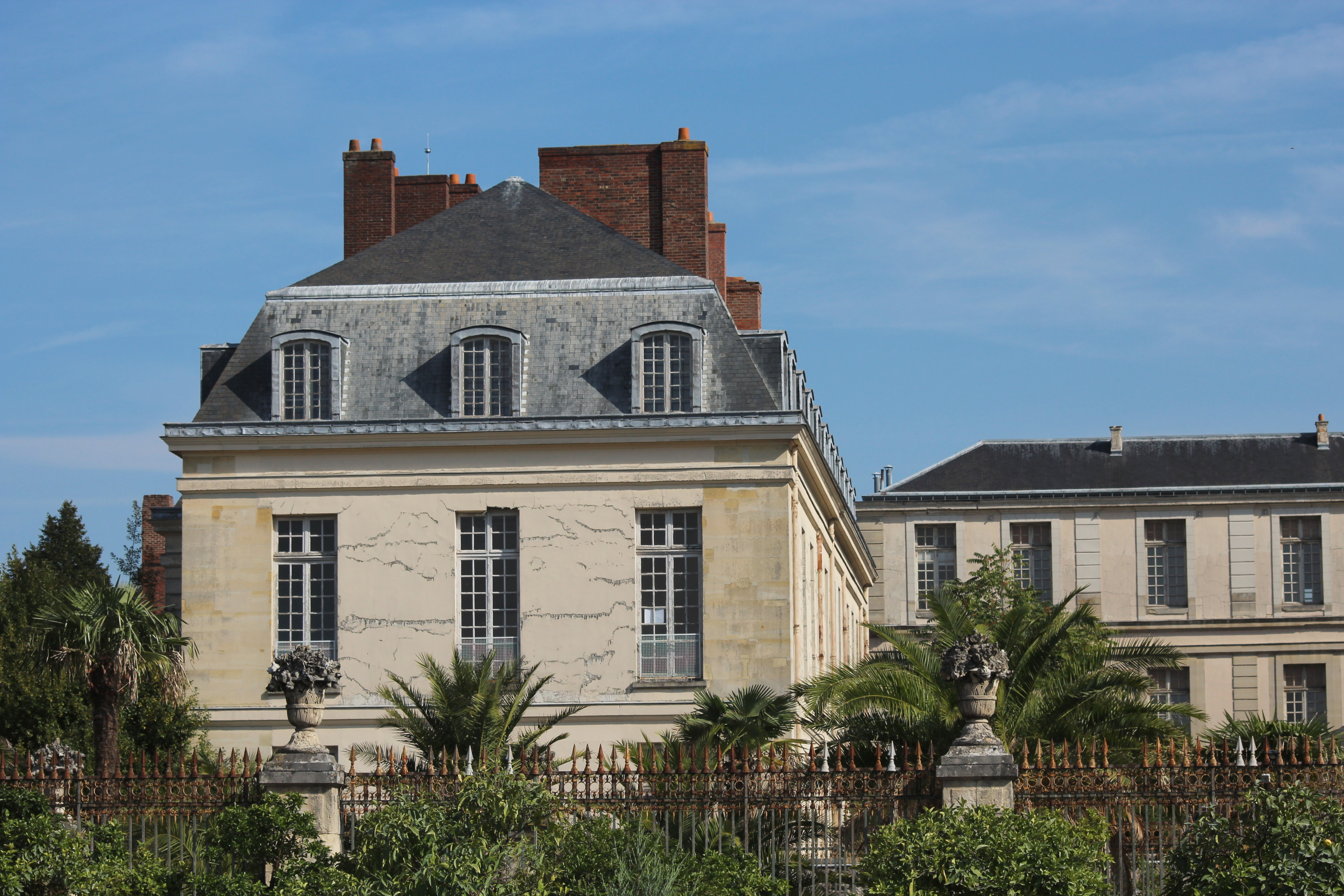
Vue depuis le jardin de l'Orangerie.
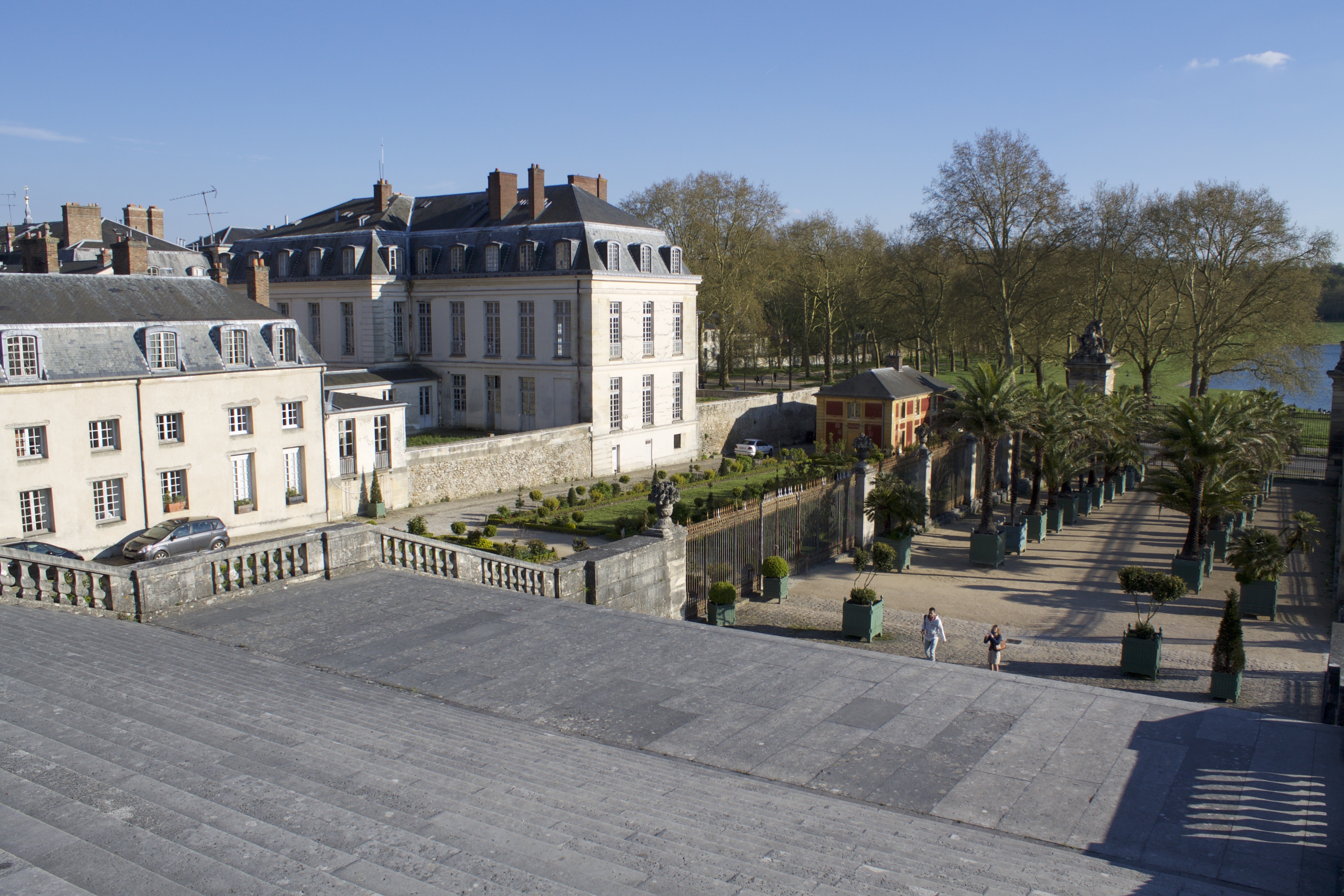
Vue depuis l'escalier des Cent Marches.
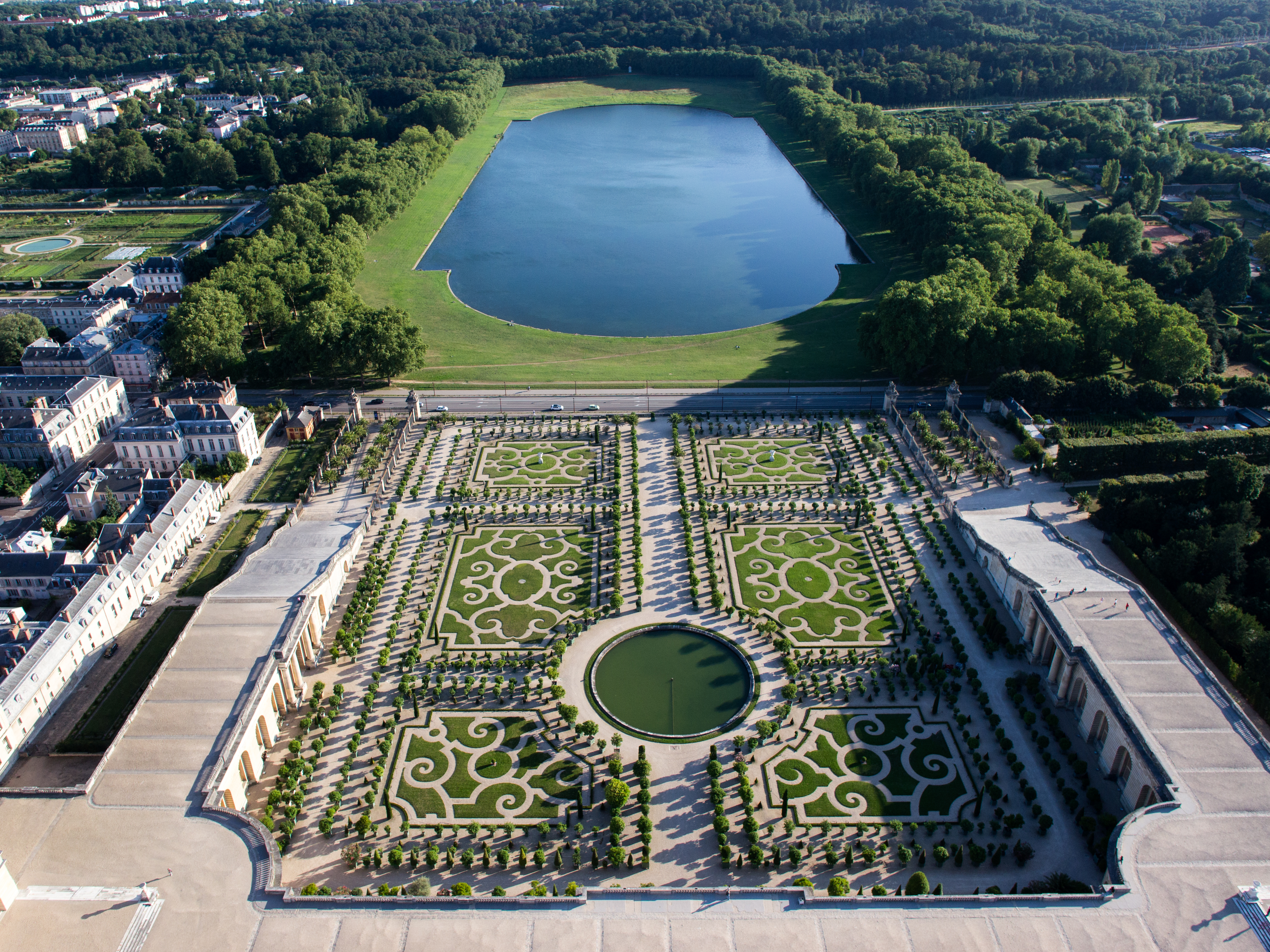
Les jardins de l'Orangerie, avec à gauche, après l'escalier, l'hôtel du Grand Contrôle.